# Lycia contrasta
Lycia contrasta là một loài bướm đêm trong họ Geometridae.